# Aleksandrow Gaj
Aleksandrow Gaj – wieś w Rosji, w obwodzie saratowskim. W 2010 roku liczyło 9728 mieszkańców.